# Lajos Tihanyi

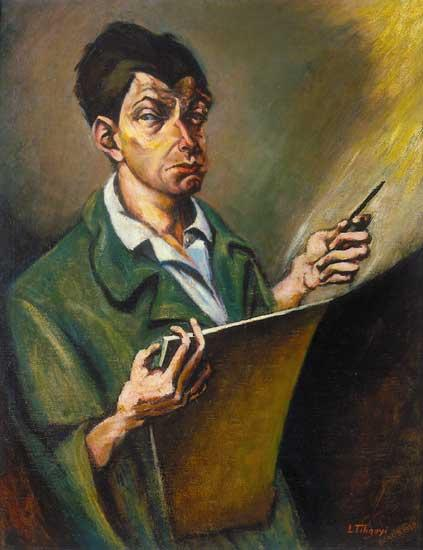
Lajos Tihanyi: Självporträtt (1920).

Lajos Tihanyi, född 29 oktober 1885 i Budapest, död 11 juni 1938 i Paris, var en ungersk bildkonstnär inom fauvismen och kubismen, huvudsakligen verksam utanför hemlandet, i synnerhet Paris. Efter sin flytt utomlands 1919 återkom han aldrig till sitt hemland, inte ens på besök.